# Västlombardiska

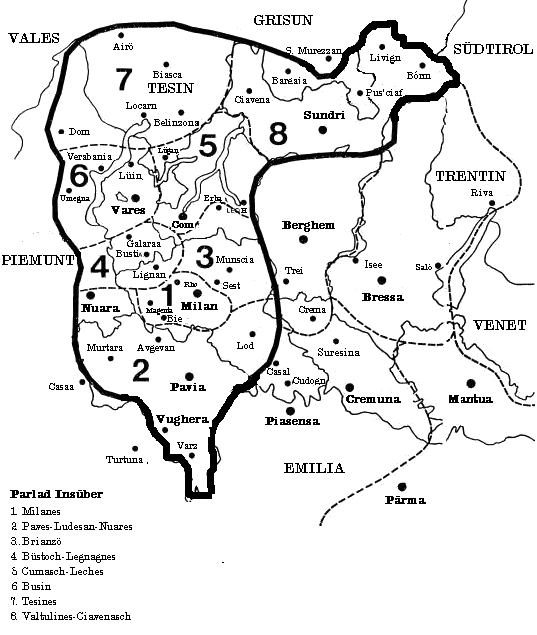
Karta över västlombardiskans dialekter.

Västlombardiska är ett romanskt språk som talas i olika områden i Italien och Schweiz, huvudsakligen i Lombardiet. På grund av historiska anknytningar kallas även språket insubriska, milanesiska och cisabduano. Språket har inte officiell status någonstans.